# سچگان سفلی
سچگان سفلی، روستایی از توابع بخش مرکزی شهرستان مسجدسلیمان در استان خوزستان ایران است.

## جمعیت
این روستا در دهستان تل بزان قرار دارد و براساس سرشماری مرکز آمار ایران در سال ۱۳۸۵، جمعیت آن زیر سه خانوار بوده‌است.